# فيضان قسنطينة 2018
فيضان قسنطينة 2018 أدى تهاطل أمطار طوفانية على مدينة قسنطينة الجزائرية بتاريخ 19 سبتمبر 2018 إلى فيضانات بعدة أحياء وجرف العشرات من السيارات ومقتل شخصين وجرح 5 على الأقل.